# Distrito de Putumayo
El distrito del Putumayo es uno de los cuatro que conforman la provincia de Putumayo, ubicada en el departamento de Loreto en el Nororiente del Perú.  
Limita por el Norte con el distrito de Rosa Panduro y la República de Colombia; por el Este con el distrito de Yaguas; y, por el Sur y el Suroeste con el distrito de Pebas (Provincia de Mariscal Ramón Castilla) y con los distritos de Las Amazonas y Napo (Provincia de Maynas).
Desde el punto de vista jerárquico de la Iglesia católica forma parte de la Vicariato apostólico de San José de Amazonas.

## Historia
El distrito fue creado mediante Ley 9815 del 2 de julio de 1943, en el primer gobierno del Presidente Manuel Prado Ugarteche.
Mediante Ley N° 30186 del Congreso del 10 de abril de 2014 y promulgada el 5 de mayo del mismo año, se incorporó a la Provincia de Putumayo creada por el mismo dispositivo, en el gobierno del Presidente Ollanta Humala.

## Geografía
Abarca una superficie de 11 080,80 km².
La capital se encuentra situada a 106 m s. n. m. y cuenta con 2902 habitantes.

## Geografía humana
En este distrito de la Amazonia peruana habitan las siguientes etnias:
- Tupi-Guaraní grupo Cocama-Amahuaca;
- Peba-Yagua,  grupo Yagua autodenominado  Yihamwo
- Huitoto, con tres grupos:
  - Bora, autodenominado Miamunaa.
  - Del mismo nombre autodenominado Meneca, Murui o Minane  .
  - Ocaina, autodenominado Dyo'xaiya o lvo'tsa
- Grupo sin clasificar conocido como Ticuna y autodenominado Du-ûgü.
- Tucano, con dos grupos:
  - Orejón autodenominado Maijuna.
  - Secoya autodenominado Aido Pai.
- Quechua, grupo Quechua del Napo,  autodenominado Napuruna / Kichwaruna.

## Autoridades

### Municipales
- 2019 - 2022[5]
  - Alcalde: Humberto Fuentes Tello, del Movimiento Esperanza Región Amazónica.
  - Regidores:

  1. Jackson Rojas Sandoval (Movimiento Esperanza Región Amazónica)
  2. Jairo Jaminton Rengifo Macahuachi (Movimiento Esperanza Región Amazónica)
  3. Aury Ushiñahua Silva (Movimiento Esperanza Región Amazónica)
  4. Marlith Lluseli Chávez Camacho (Movimiento Esperanza Región Amazónica)
  5. Leslye Alejos Tamayo (Restauración Nacional)

Alcaldes anteriores
- 2015 - 2018:[6] Segundo Leopoldo Julca Ramos, del Movimiento Integración Loretana (1000).
- 2011 - 2014:[7] Segundo Leopoldo Julca Ramos, del Movimiento independiente Loreto – Mi Loreto (LML).

### Policiales
- Comisario: Mayor  PNP.